# Anno giuliano
In astronomia, un anno giuliano è un'unità di misura temporale uguale a 365,25 giorni, corrispondenti a 31 557 600 secondi. Questa unità di tempo non fa parte del sistema internazionale di unità di misura, ma il suo utilizzo è tollerato in astronomia. Il simbolo dell'anno giuliano è la lettera minuscola a.
L'aggettivo giuliano deriva dal fatto che tale durata corrisponde alla lunghezza media di un anno nel calendario giuliano utilizzato in passato nelle società occidentali. Gli astronomi usano ancora l'anno giuliano come un'unità di tempo per le effemeridi, perché fornisce una conversione tra date giuliane veloce e semplice.
Occorre notare che un anno giuliano è diverso da un anno del calendario gregoriano, da un anno tropico e da un anno sidereo.